# Tullifeld
Das Tullifeld war – als Teil Buchonias – eine mittelalterliche Gaugrafschaft im Nordosten der Wasserkuppe und liegt heute im äußersten Westen Thüringens. Das Tullifeld wurde im Norden und Osten von der Werra begrenzt, im Westen von der Ulster, reichte aber teilweise auch über sie hinaus. Es umfasste also einen Teil der östlichen Thüringer Rhön.
Grafen im Tullifeld waren die fränkischen Babenberger
- Poppo (II.), 878/880–906 bezeugt, Markgraf (marchio), dux, 892 Markgraf der Sorbenmark, 903 Markgraf im bayerischen Nordgau, 906 Graf im Volkfeld
- Poppo (III.), † 945, Graf im Grabfeld und Tullifeld, Sohn Poppos (II.)
- Adalbert, Graf im Grabfeld und Tullifeld 895/915, Bruder Poppos (III.)